# Myosorex babaulti
Myosorex babaulti là một loài động vật có vú trong họ Chuột chù, bộ Soricomorpha. Loài này được Heim de Balsac & Lamotte mô tả năm 1956.